# Dufourea australis
Dufourea australis är en biart som först beskrevs av Michener 1937.  Dufourea australis ingår i släktet solbin, och familjen vägbin.

## Underarter
Arten delas in i följande underarter:
- D. a. australis
- D. a. dammersi
- D. a. mexicana